# Đôn Hóa
Đôn Hoá (tiếng Trung: 敦化市, Hán Việt: Đôn Hoá thị) là một huyện cấp thị (thành phố cấp huyện) của châu tự trị Diên Biên, tỉnh Cát Lâm, Trung Quốc. Thành phố này có diện tích 11.963 km2, dân số 480.000 người (2002), mã số bưu chính 133700, mã số điện thoại 0433. Thành phố Đôn Hóa được chia ra 4 nhai đạo, 10 trấn, 10 hương.